# Bird Woman Falls

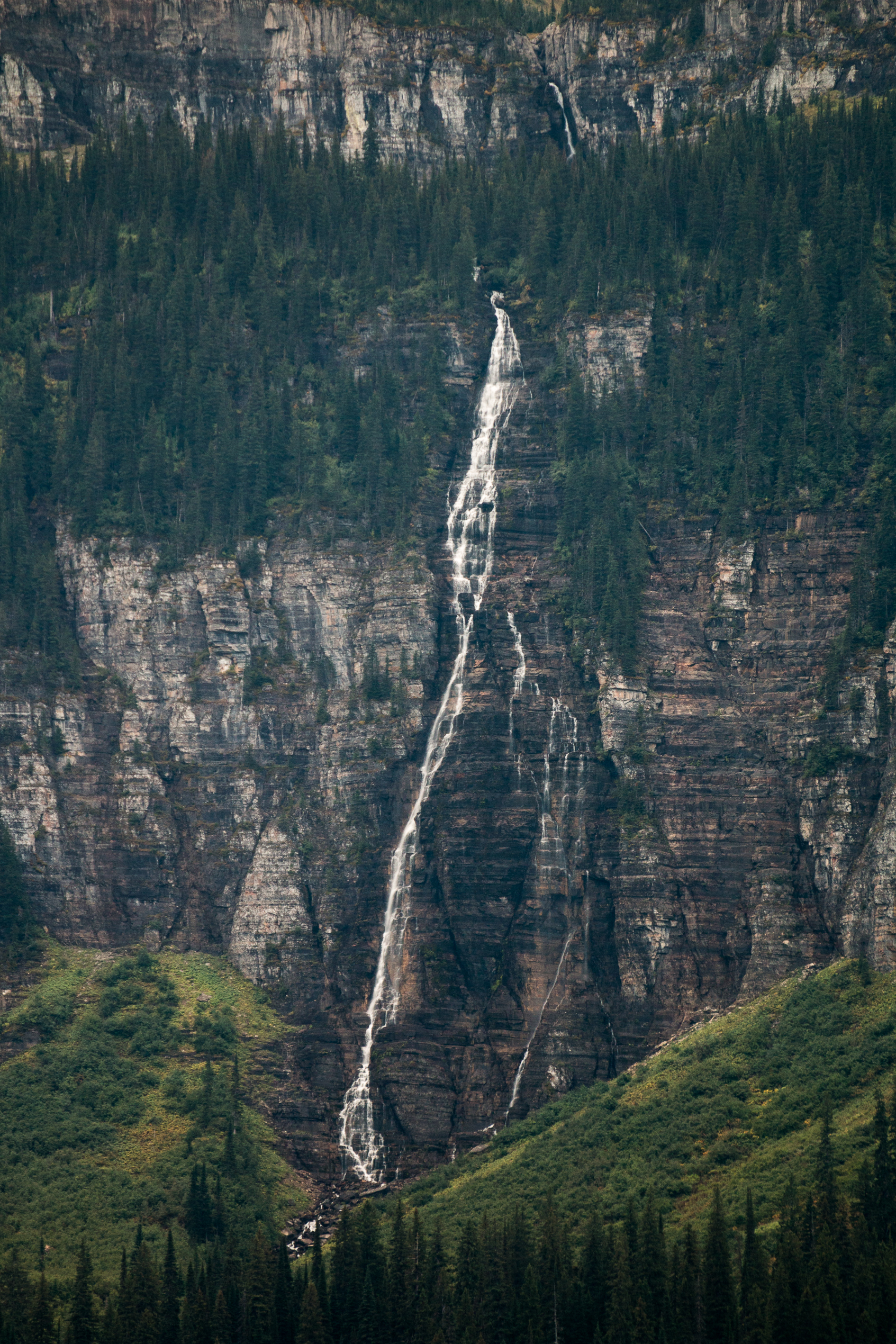
La cascada Bird Woman

La cascada Bird Woman (en inglés: Bird Woman Falls, que significa la «cascada de la mujer pájaro») es una cascada de agua de 293 metros de altitud situada al oeste de la divisoria continental, en el Parque nacional de los Glaciares, en Montana, Estados Unidos. La catarata puede ser vista desde una distancia de 3 kilómetros. El agua proviene de los glaciares que se encuentran en el monte Oberlin. El mayor nivel de agua se observa a finales de la primavera y principios del verano. En otoño el caudal de agua se reduce hasta casi desaparecer.